# LZTR1
LZTR1‏ (Leucine zipper like transcription regulator 1) هوَ بروتين يُشَفر بواسطة جين LZTR1 في الإنسان.